# Laurens Pieter van de Spiegel
Laurens Pieter van de Spiegel (ur. 19 stycznia 1736 w Middelburgu, zm. 7 maja 1800 w Lingen) – polityk holenderski, wielki pensjonariusz Zelandii, a od 9 listopada 1787 do 4 lutego 1795 wielki pensjonariusz Holandii. Był oranżystą – stronnikiem Wilhelma V Orańskiego. Objął urząd wielkiego pensjonariusza Holandii, gdy pruska armia przywróciła władzę Wilhelma interweniując w roku 1787. Gdy francuska armia rewolucyjna pokonała armię holenderską i wkroczyła do kraju (Republika Batawska) w roku 1795 van de Spiegel uciekł z kraju. Osiadł w Lingen (Królestwo Prus), gdzie zmarł w roku 1800.
Był znakomicie wykształcony w prawie i historii prawa. Holenderski znawca nauki o administracji publicznej Gerrit Abraham van Poelje uznawał van de Spiegela założyciela holenderskiej szkoły w tej dziedzinie.